# شهرستان ثلاث باباجانی
شهرستان ثَلاثِ باباجانی (به کُردی: شارستانی سه‌لاسی باوه‌جانی)، یکی از شهرستان‌های استان کرمانشاه ایران و یکی از چهار شهرستان منطقه هورامان در استان کرمانشاه است. این شهرستان، در سال ۱۳۸۱ به عنوان شهرستان شناخته شد؛ و قبل از آن یکی از بخش‌های شهرستان جوانرود بود که بعد از تجزیه جوانرود این شهرستان تشکیل و تعداد زیادی از روستاهای جوانرود به ثلاث باباجانی داده شد تا به حد نصاب شهرستان برسد.
مرکز این شهرستان شهر تازه‌آباد  با جمعیتی بالغ بر شانزده هزار نفر می‌باشد. ازگله دیگر شهر آن است. به سبب سکونت سه طایفه مهم باباجانی (باوه‌جانی)، قبادی و تایجوزی، نام ثلاث به این شهرستان اطلاق شده‌است. این شهرستان دارای حدود ۲۳ هزار هکتار زمین کشاورزی است که حدود ۲۰۰۰۰ هکتار ۲۰۰۰
هکتار آن آبی است ودر حال حاضر از ۱۰۰ هکتار آن به شیوه آبیاری بارانی بهره برداری صورت میگیرد، همچنین حدود ۱۰۰۰ هکتار باغ میوه که عمدتا سیب، گردو و انگور است، در این شهرستان حدودا ۱۵۰ هزار راس دام سبک و ۱۴۰۰۰ راس دام سنگین وجود دارد و جهاد کشاورزی شهرستان دارای سه مرکز دهستانی و بخش بنامهای خانه شور، ازگله و زمکان است  بخش ازگله گرمسیری و دو بخش دیگر سرد معتدل هستند. مدیر جهاد کشاورزی در حال حاضر مهندس بهمن دارابی می باشد.

## مردم
زبان گفتاری مردم شهرستان ثلاث باباجانی کردی و شامل دو گویش زیر می‌باشد: ۱- سورانی و لهجۀ جافی ۲- کردی گورانی.
دین مردم این شهرستان شامل دو مذهب زیر است: ۱- اسلام و مذهب تسنن ۲- یارسان.

## موقعیت شهرستان ثلاث باباجانی
شهرستان ثلاث بابا جانی از جنوب با شهرستان‌های سرپل ذهاب و دالاهو؛ از شرق با جوانرود همجوار و از غرب هم با کشور عراق مرز مشترک دارد.

## تقسیمات کشوری
این شهرستان یکی از ۱۴ شهرستان استان کرمانشاه است که در فاصله ۱۲۵ کیلومتری غرب شهر کرمانشاه قرار دارد. این شهرستان سه بخش، هفت دهستان، دو شهر و ۲۵۵ روستا دارد و هم‌مرز با کشور عراق است. وسعت این شهرستان ۱۹۲۰ کیلومتر مربع و جمعیت آن ۳۵٬۲۱۹ نفر می‌باشد.
- بخش مرکزی
  - دهستان خانه‌شور
  - دهستان دشت حر

شهرها: تازه‌آباد
- بخش ازگله
  - دهستان ازگله
  - دهستان جیگران
  - دهستان سرقلعه

شهرها: ازگله
- ‌بخش زمکان
  - دهستان زمکان جنوبی
  - دهستان زمکان شمالی

شهرها: میرآباد

### بخش‌ها
| # | بخش       | بخش          | بخش          | بخش       | مرکز بخش | مرکز بخش          |
| # | نام       | جمعیت (۱۳۸۵) | تعداد دهستان | تعداد شهر | مرکز     | جمعیت مرکز        |
| - | --------- | ------------ | ------------ | --------- | -------- | ----------------- |
| ۱ | بخش مرکزی | ۳۰٬۵۱۷ نفر   | ۳ دهستان     | ۱ شهر     | تازه‌آباد | ۱۴٬۷۰۱ نفر (۱۳۹۵) |
| ۲ | بخش ازگله | ۷٬۶۰۰ نفر    | ۳ دهستان     | ۱ شهر     | ازگله    | ۱٬۵۰۲ نفر (۱۳۹۵)  |

### دهستان‌ها
| دهستان         | دهستان                  | دهستان          | دهستان          |
| نام            | بخش                     | جغرافیای انسانی | جغرافیای انسانی |
| نام            | بخش                     | جمعیت (۱۳۸۵)    | رتبه            |
| -------------- | ----------------------- | --------------- | --------------- |
| دهستان خانه‌شور | rowspan="3" \|بخش مرکزی | ۷٬۶۲۳ نفر       | ۲               |
| دهستان دشت حر  | ۷٬۸۳۱ نفر               | ۱               |                 |
| دهستان زیمکان  | ۶٬۹۹۸ نفر               | ۳               |                 |
| دهستان ازگله   | بخش ازگله               | ۲٬۷۱۰ نفر       | ۵               |
| دهستان جیگران  | بخش ازگله               | ۲٬۸۶۷ نفر       | ۴               |
| دهستان سرقلعه  | بخش ازگله               | ۶۰۹ نفر         | ۶               |

### شهرها
| نام شهر  | رتبه در شهرستان | رتبه در بخش | بخش       | جمعیت             |
| -------- | --------------- | ----------- | --------- | ----------------- |
| تازه‌آباد | ۱               | ۱           | بخش مرکزی | ۱۴٬۷۰۱ نفر (۱۳۹۵) |
| ازگله    | ۲               | ۱           | بخش ازگله | ۱٬۵۰۲ نفر (۱۳۹۵)  |
| میرآباد  | ۳               | ۱           | بخش زمکان |                   |

## مناظر طبیعی
شهرستان ثلاث باباجانی در فصل بهار طبیعت بسیار زیبایی دارد. منظره‌های بسیار دیدنی گردنه «سیاتایر» و «مله سراژین» و «یک شبی» و … چشم هر بیننده‌ای را خیره می‌کنند.
چشمه «ریزه» که در درمان بیماری‌های کلیوی بسیار مؤثر است در این شهرستان است. این چشمه در ۲۰ کیلومتری شرق شهر تازه آباد (مرکز شهرستان ثلاث باباجانی) قرار دارد.
از کوه‌های شهرستان ثلاث باباجانی می‌توان به سارون(sarawan)، بنی گز، شِفیله، بَمو، دالاهو، نور، قَجَر، دری و … اشاره کرد که دارای مناظر دلربایی هستند. کوه‌های منطقه دارای گیاهان دارویی فراوانی می‌باشند
رود زمکان پرآب‌ترین رود شهرستان می‌باشد.

## پیشینه
در تقسیمات کشوری ۱۳۱۱ ش، نام «باباجانی کردستان» به عنوان بلوک ذکر شده‌است. در ۱۳۳۱ خ. «بخش ثلاث» مشتمل بر دهستان‌های باباجانی، قبادی و ولدبیگی / سرقلعه ولدبیگی و ۱۰۸ آبادی، یکی از بخش‌های شهرستان کرمانشاهان در استان پنجم بود. در ۱۳۵۵ خ. بخش باباجانی به مرکزیت آبادیِ اَزْگَله در شهرستان پاوه تشکیل شد و مشتمل بر دهستان‌های خانه‌شور، ازگله، جیگران و سرقلعه بود. در خرداد ۱۳۸۱، به موجب تصویب‌نامه هیئت وزیران، این بخش از شهرستان جوانرود جدا و شهرستان شد.
از مناطق تاریخی ثلاث باباجانی می‌توان به باقی مانده شهر درنه اشاره نمود که بنابر منابع تاریخی قدمت چند هزار ساله دارد، به‌طوری که هرودوت پدر تاریخ در ۲۵۰۰ سال پیش به صورت διà Δaρνɛων از آن نام برده‌است. بطلمیوس، فیلسوف اخترشناس و جغرافی دان مشهور یونانی (۹۰–۱۶۸ میلادی) هم این شهر را قرن‌ها پس از هردوت مورد توجه قرار می‌دهد. درنه که اکنون روستایی کوچک و دورافتاده در منطقه دۆڵی ده ره (دولی دره) می‌باشد به مدت چند قرن مرکز حکومت‌های نیرومند کُردی درتنگ، حلوان و باجلان بوده‌است.

## مشاهیر
خانا قبادی (۱۷۵۹–۱۷۰۰ م) شاعر و متفکر متجدد اهل درنه در ثلاث باباجانی امروزی بود. وی برای نخستین بار در تاریخ قرآن کریم را به زبان کردی ترجمه کرد. از خانای قبادی دیوان شعری به نام خسروشیرین بر جای مانده‌است. شاعر دیگر مشهور درنه ولی دیوانه است که سرگذشتی به سان مجنون بلکه پرسوزتر از وی داشته، اما لیلی او زنی بود به نام شمس (شه م). شاعر دیگر که میتوان وی را نیز متعلق به جغرافیای ثلاث باباجانی دانست مولوی تایجوزی {مولوی کرد یا سید عبدالرحیم متخلص به مولوی} دانست که به سبب دانش و نبوغ فراوانش در شعر و ادب کردی شهرتی ملی دارد. و همچنین عالم و شاعری دیگر بنام عبدالکریم فانی خانه شوری از خاندان سادات هاشمی خانه شور که در حوزه علمیه قریه ده شیخ دهستان خانه شور شهرستان ثلاث باباجانی نشو و نما کرد .شرح مبسوطی از زندگینامه اشعار و فعالیتهای علمی و ادبی ایشان در کتب نویسندگانی همچون ملا عبدوالکریم مدرس. بابامردوخ کردستانی . محمدعلی سلطانی آورده شده است.ایشان به مدت سی سال امام و خطیب و مدرس مدارس و مساجد مناطق شاره زور نرگسه جار  احمی برنه  حلبچه و... اقلیم کردستان عراق بودند که با دعوت علماء آن مناطق و مرحوم شخ علاءالدین نقشبندی  از خانه شور بدانجا مهاجرت کرد. همچنین عزیز ویسی خوانندە مطرح کُرد نیز در این شهر به دنیا آمده است.

## زمین لرزه
در شامگاه ۲۱ آبان ۱۳۹۶ ساعت ۲۱:۴۸:۱۶، زمین‌لرزه‌ای به قدرت ۷٫۳ در مقیاس ریشتر این شهر را لرزاند. این شهر نزدیک‌ترین شهر به کانون زلزله (به فاصلهٔ ۵ کیلومتر) بود. عمق زمین‌لرزه ۱۱ کیلومتر بوده که به علت عمق کم و مدت زیاد، کل منطقهٔ شمال غرب، غرب و جنوب غرب ایران این زمین‌لرزه را احساس کردند.
در تاریخ ۳۱ تیر ۱۳۹۷ هم زلزله‌ای به قدرت ۵٫۹ ریشتر و در عمق ۸ کیلومتری زمین این شهرستان را لرزاند.